# Kresten Damsgaard
Kresten Damsgaard, född 9 juni 1903 i Østerild, död 1 augusti 1992, var en dansk politiker (Venstre), jordbrukskonsult och minister.

## Bakgrund
Kresten Damsgaard var son till gårdsägaren Jens Damsgaard (1872-1926) och Laura Pedersen (1875-1944). Efter folkskolan utbildades han inom jordbruket och var elev på Borris landbrugsskole och Askov højskole. Han blev jordbrukskandidat 1928 och arbetade som jordbrukslärare på Korinth landbrugsskole och Sydsjällands lantbruksskolor (1929-1935), konsult på Faaborgegnens Landboforening (1935-1973), ledare för jordbruksskolorna i Svendborg amt (1935-1973) och konsult för Fyns stift (1946-1964). Hans politiska karriär började i Venstres Ungdom, där han var ordförande för förbundets skolutskott (1938-1940). Han ställde upp som partiets folketingskandidat i Nyborgs valkrets 1939 och blev invald 1940. Han förlorades sitt mandat 1943 och bytte till Thisteds valkrets, för vilken han blev vald 1945. Han behöll sitt mandat till 1973 utom april-september 1953, då ett val hölls med anledning av grundlagsreformen. I Folketinget var han ledamot i kyrkoutskottet och jordbruksutskottet och 1953-1973 var han ledamot i finansutskottet, varav som ordförande 1968-1971. Han var även ledamot i Venstres folketingsgrupp (1957-1972), statsrevisor (1964-1973) och ledamot i Nordiska rådet (1964-1973).
Vid sidan om sina politiska uppdrag innehade Damsgaard även flera kyrkliga styrelseuppdrag; han var ordförande för kyrkorådet i Vestre Skerninge, styrelseledamot i Fyns stifts församlingsråd, Fyns stiftsfond och Landsforeningen af Menighedsråd.

## Minister (1973-1975)
Damsgaard lämnade Folketinget i samband med jordskredsvalet 1973, då tre nya partier tog mandat från alla andra partier och omöjliggjorde en regeringsbildning med parlamentarisk majoritet. Då Poul Hartling (Venstre) bildade sin minoritetsregering 1973, med endast 22 mandat bakom sig, utsågs Damsgaard till kyrkominister och infrastrukturminister. Att de flesta av ministrarna hade dubbla ministerposter var ett särdrag för Hartlings regering. Som infrastrukturminister införde han skärpta kontroller på landets flygplatser för att motverka flygkapningar. I förbindelse med Danmarks medlemskap i EG infördes också nya regler för internationell busstrafik och godstransport med bil. Som kyrkominister råkade han i konflikt med en jylländsk präst som vägrade att döpa barn vars föräldrar inte besökte kyrkan regelbundet eller avslog att genomgå dopundervisning. Detta ärende lyckades han inte klara ut. Han råkade även i konflikt med sockenprästen Erik Bock för att denne inte var gift enligt då gällande regler.
Hartlings regering var kortlivad och avgick i februari 1975, trots en valframgång för Venstre.

## Övriga förtroendeposter
- Ordförande för Korinth landbrugsskole (till 1973)[3]
- Ledamot i representantskapet för Det danske Hedeselskab (till 1973)[3]
- Ordförande för J Lauritzens søfartsskoles skolråd (till 1973)[3]
- Styrelseledamot och representantskapsordförande i försäkringsbolaget Nordlyset A/S och Nordlyset-Liv A/S[3]
- Styrelseledamot för Svendborg Avis (till 1973)[3]
- Ledamot i representantskapet för Svendborg Bank A/S (till 1973)[3]
- Styrelseledamot i bostadsföretaget Borgerbo (till 1973)[3]
- Inspektör på Ollerup gymnastikhøjskole[3]
- Ledamot för Ollerup håndværkerskole och Den frie lærerskole i Ollerup (till 1973)[3]